# Liste der Nummer-eins-Hits in Japan (1998)
Die Liste der japanischen Nummer-eins-Hits enthält die Daten vom 1. Januar bis zum 31. Dezember 1998. Die letzte Woche im Jahr fällt mit der ersten Woche des neuen Jahres zusammen. Angegeben sind die Verkaufszahlen der jeweiligen Nummer eins in ihrer Woche. Alle Angaben basieren auf den offiziellen japanischen Charts von Oricon.

## Singles
| ← 1997 ← | Liste der Nummer-eins-Hits in Japan | Liste der Nummer-eins-Hits in Japan | Liste der Nummer-eins-Hits in Japan       | 1999 →                    |
| \| Zeitraum \| Wo. ges. \| Interpret \| Titel Autor(en) \| Zusätzliche Informationen \| \| (Zeitraum, Wochen auf Platz eins, Interpret, Titel, Autor[en], zusätzliche Informationen) \| \| \| \| \| \| ----------------------------------------------------------------------------------------- \| -------- \| ----------------------- \| ----------------------------------------- \| ------------------------- \| \| 22. Dezember 1997 – 11. Januar 1998 3 Wochen (insgesamt 5) \| 5 \| KinKi Kids \| Ai sareru yori aishitai \| – \| \| 12. Januar 1998 – 18. Januar 1998 1 Woche \| 1 \| Namie Amuro \| CAN YOU CELEBRATE? Tetsuya Komuro \| – \| \| 19. Januar 1998 – 25. Januar 1998 1 Woche \| 1 \| Every Little Thing \| Face the change \| – \| \| 26. Januar 1998 – 1. Februar 1998 1 Woche \| 1 \| SMAP \| Yozora no mukō \| – \| \| 2. Februar 1998 – 8. Februar 1998 1 Woche \| 1 \| J-Friends \| Ashita ga kikoeru/Children's Holiday \| – \| \| 9. Februar 1998 – 15. Februar 1998 1 Woche \| 1 \| L’Arc-en-Ciel \| winter fall \| – \| \| 16. Februar 1998 – 22. Februar 1998 1 Woche \| 1 \| The Yellow Monkey \| Kyūkon \| – \| \| 23. Februar 1998 – 1. März 1998 1 Woche \| 1 \| Mr. Children \| Nishi e higashi e \| – \| \| 2. März 1998 – 22. März 1998 3 Wochen \| 3 \| Speed \| my graduation \| – \| \| 23. März 1998 – 29. März 1998 1 Woche \| 1 \| V6/Coming Century \| Be Yourself!/always \| – \| \| 30. März 1998 – 5. April 1998 1 Woche \| 1 \| Kiroro \| Nagai aida \| – \| \| 6. April 1998 – 19. April 1998 2 Wochen \| 2 \| L’Arc-en-Ciel \| DIVE TO BLUE \| – \| \| 20. April 1998 – 26. April 1998 1 Woche \| 1 \| B’z \| Samayoeru aoi dangan \| – \| \| 27. April 1998 – 3. Mai 1998 1 Woche \| 1 \| Luna Sea \| STORM \| – \| \| 4. Mai 1998 – 10. Mai 1998 1 Woche \| 1 \| KinKi Kids \| Jet Coaster Romance \| – \| \| 11. Mai 1998 – 24. Mai 1998 2 Wochen \| 2 \| Glay \| Yuwaku \| – \| \| 25. Mai 1998 – 7. Juni 1998 2 Wochen \| 2 \| hide with Spread Beaver \| Pink Spider \| – \| \| 8. Juni 1998 – 14. Juni 1998 1 Woche \| 1 \| hide with Spread Beaver \| ever free \| – \| \| 15. Juni 1998 – 21. Juni 1998 1 Woche \| 1 \| Luna Sea \| SHINE \| – \| \| 22. Juni 1998 – 28. Juni 1998 1 Woche \| 1 \| The Brilliant Green \| There will be love there \| – \| \| 29. Juni 1998 – 5. Juli 1998 1 Woche \| 1 \| Every Little Thing \| FOREVER YOURS \| – \| \| 6. Juli 1998 – 12. Juli 1998 1 Woche \| 1 \| T.M.Revolution \| HOT LIMIT \| – \| \| 13. Juli 1998 – 19. Juli 1998 1 Woche \| 1 \| Speed \| ALIVE \| – \| \| 20. Juli 1998 – 26. Juli 1998 1 Woche \| 1 \| B’z \| HOME Koshi Inaba, Tak Matsumoto \| – \| \| 27. Juli 1998 – 2. August 1998 1 Woche \| 1 \| L’Arc-en-Ciel \| HONEY \| – \| \| 3. August 1998 – 9. August 1998 1 Woche \| 1 \| Pocket Biscuits \| POWER \| – \| \| 10. August 1998 – 6. September 1998 4 Wochen \| 4 \| KinKi Kids \| Zenbu dakishimete/Ao no jidai \| – \| \| 7. September 1998 – 13. September 1998 1 Woche \| 1 \| The Brilliant Green \| Tsumetai hana \| – \| \| 14. September 1998 – 20. September 1998 1 Woche \| 1 \| Globe \| wanna Be A Dreammaker \| – \| \| 21. September 1998 – 27. September 1998 1 Woche \| 1 \| Morning Musume \| Daite HOLD ON ME! \| – \| \| 28. September 1998 – 4. Oktober 1998 1 Woche \| 1 \| Zard \| Unmei no Roulette mawashite \| – \| \| 5. Oktober 1998 – 11. Oktober 1998 1 Woche \| 1 \| Globe \| Sa Yo Na Ra \| – \| \| 12. Oktober 1998 – 18. Oktober 1998 1 Woche \| 1 \| Globe \| sweet heart \| – \| \| 19. Oktober 1998 – 25. Oktober 1998 1 Woche \| 1 \| L’Arc-en-Ciel \| snow drop \| – \| \| 26. Oktober 1998 – 1. November 1998 1 Woche \| 1 \| L’Arc-en-Ciel \| forbidden lover \| – \| \| 2. November 1998 – 8. November 1998 1 Woche \| 1 \| Mr. Children \| Owari naki tabi \| – \| \| 9. November 1998 – 22. November 1998 2 Wochen \| 2 \| Speed \| ALL MY TRUE LOVE \| – \| \| 23. November 1998 – 29. November 1998 1 Woche \| 1 \| V6 \| over/EASY SHOW TIME \| – \| \| 30. November 1998 – 6. Dezember 1998 1 Woche \| 1 \| Mariya Takeuchi \| Camouflage/Winter Lovers \| – \| \| 7. Dezember 1998 – 20. Dezember 1998 2 Wochen \| 2 \| Glay \| BE WITH YOU \| – \| \| 21. Dezember 1998 – 27. Dezember 1998 1 Woche \| 1 \| KinKi Kids \| Happy Happy Greeting/Cinderella Christmas \| – \| \| 28. Dezember 1998 – 10. Januar 1999 2 Wochen \| 2 \| Kōshi Inaba \| Tōku made \| – \| |                                     |                                     |                                           |                           |
| ← 1997 |                                     |                                     |                                           | → 1999 →                  |
| Zeitraum | Wo. ges.                            | Interpret                           | Titel Autor(en)                           | Zusätzliche Informationen |
| (Zeitraum, Wochen auf Platz eins, Interpret, Titel, Autor[en], zusätzliche Informationen) |                                     |                                     |                                           |                           |
| 22. Dezember 1997 – 11. Januar 1998 3 Wochen (insgesamt 5) | 5                                   | KinKi Kids                          | Ai sareru yori aishitai                   | –                         |
| 12. Januar 1998 – 18. Januar 1998 1 Woche | 1                                   | Namie Amuro                         | CAN YOU CELEBRATE? Tetsuya Komuro         | –                         |
| 19. Januar 1998 – 25. Januar 1998 1 Woche | 1                                   | Every Little Thing                  | Face the change                           | –                         |
| 26. Januar 1998 – 1. Februar 1998 1 Woche | 1                                   | SMAP                                | Yozora no mukō                            | –                         |
| 2. Februar 1998 – 8. Februar 1998 1 Woche | 1                                   | J-Friends                           | Ashita ga kikoeru/Children's Holiday      | –                         |
| 9. Februar 1998 – 15. Februar 1998 1 Woche | 1                                   | L’Arc-en-Ciel                       | winter fall                               | –                         |
| 16. Februar 1998 – 22. Februar 1998 1 Woche | 1                                   | The Yellow Monkey                   | Kyūkon                                    | –                         |
| 23. Februar 1998 – 1. März 1998 1 Woche | 1                                   | Mr. Children                        | Nishi e higashi e                         | –                         |
| 2. März 1998 – 22. März 1998 3 Wochen | 3                                   | Speed                               | my graduation                             | –                         |
| 23. März 1998 – 29. März 1998 1 Woche | 1                                   | V6/Coming Century                   | Be Yourself!/always                       | –                         |
| 30. März 1998 – 5. April 1998 1 Woche | 1                                   | Kiroro                              | Nagai aida                                | –                         |
| 6. April 1998 – 19. April 1998 2 Wochen | 2                                   | L’Arc-en-Ciel                       | DIVE TO BLUE                              | –                         |
| 20. April 1998 – 26. April 1998 1 Woche | 1                                   | B’z                                 | Samayoeru aoi dangan                      | –                         |
| 27. April 1998 – 3. Mai 1998 1 Woche | 1                                   | Luna Sea                            | STORM                                     | –                         |
| 4. Mai 1998 – 10. Mai 1998 1 Woche | 1                                   | KinKi Kids                          | Jet Coaster Romance                       | –                         |
| 11. Mai 1998 – 24. Mai 1998 2 Wochen | 2                                   | Glay                                | Yuwaku                                    | –                         |
| 25. Mai 1998 – 7. Juni 1998 2 Wochen | 2                                   | hide with Spread Beaver             | Pink Spider                               | –                         |
| 8. Juni 1998 – 14. Juni 1998 1 Woche | 1                                   | hide with Spread Beaver             | ever free                                 | –                         |
| 15. Juni 1998 – 21. Juni 1998 1 Woche | 1                                   | Luna Sea                            | SHINE                                     | –                         |
| 22. Juni 1998 – 28. Juni 1998 1 Woche | 1                                   | The Brilliant Green                 | There will be love there                  | –                         |
| 29. Juni 1998 – 5. Juli 1998 1 Woche | 1                                   | Every Little Thing                  | FOREVER YOURS                             | –                         |
| 6. Juli 1998 – 12. Juli 1998 1 Woche | 1                                   | T.M.Revolution                      | HOT LIMIT                                 | –                         |
| 13. Juli 1998 – 19. Juli 1998 1 Woche | 1                                   | Speed                               | ALIVE                                     | –                         |
| 20. Juli 1998 – 26. Juli 1998 1 Woche | 1                                   | B’z                                 | HOME Koshi Inaba, Tak Matsumoto           | –                         |
| 27. Juli 1998 – 2. August 1998 1 Woche | 1                                   | L’Arc-en-Ciel                       | HONEY                                     | –                         |
| 3. August 1998 – 9. August 1998 1 Woche | 1                                   | Pocket Biscuits                     | POWER                                     | –                         |
| 10. August 1998 – 6. September 1998 4 Wochen | 4                                   | KinKi Kids                          | Zenbu dakishimete/Ao no jidai             | –                         |
| 7. September 1998 – 13. September 1998 1 Woche | 1                                   | The Brilliant Green                 | Tsumetai hana                             | –                         |
| 14. September 1998 – 20. September 1998 1 Woche | 1                                   | Globe                               | wanna Be A Dreammaker                     | –                         |
| 21. September 1998 – 27. September 1998 1 Woche | 1                                   | Morning Musume                      | Daite HOLD ON ME!                         | –                         |
| 28. September 1998 – 4. Oktober 1998 1 Woche | 1                                   | Zard                                | Unmei no Roulette mawashite               | –                         |
| 5. Oktober 1998 – 11. Oktober 1998 1 Woche | 1                                   | Globe                               | Sa Yo Na Ra                               | –                         |
| 12. Oktober 1998 – 18. Oktober 1998 1 Woche | 1                                   | Globe                               | sweet heart                               | –                         |
| 19. Oktober 1998 – 25. Oktober 1998 1 Woche | 1                                   | L’Arc-en-Ciel                       | snow drop                                 | –                         |
| 26. Oktober 1998 – 1. November 1998 1 Woche | 1                                   | L’Arc-en-Ciel                       | forbidden lover                           | –                         |
| 2. November 1998 – 8. November 1998 1 Woche | 1                                   | Mr. Children                        | Owari naki tabi                           | –                         |
| 9. November 1998 – 22. November 1998 2 Wochen | 2                                   | Speed                               | ALL MY TRUE LOVE                          | –                         |
| 23. November 1998 – 29. November 1998 1 Woche | 1                                   | V6                                  | over/EASY SHOW TIME                       | –                         |
| 30. November 1998 – 6. Dezember 1998 1 Woche | 1                                   | Mariya Takeuchi                     | Camouflage/Winter Lovers                  | –                         |
| 7. Dezember 1998 – 20. Dezember 1998 2 Wochen | 2                                   | Glay                                | BE WITH YOU                               | –                         |
| 21. Dezember 1998 – 27. Dezember 1998 1 Woche | 1                                   | KinKi Kids                          | Happy Happy Greeting/Cinderella Christmas | –                         |
| 28. Dezember 1998 – 10. Januar 1999 2 Wochen | 2                                   | Kōshi Inaba                         | Tōku made                                 | –                         |